# Diospyros changii
Diospyros changii là một loài thực vật có hoa trong họ Thị. Loài này được R.H.Miao mô tả khoa học đầu tiên năm 1993.